# Dame-Marie (Eure)
Dame-Marie település Franciaországban, Eure megyében. Lakosainak száma 125 fő (2018. január 1.). Dame-Marie Condé-sur-Iton, Grandvilliers, L’Hosmes, Piseux és Roman községekkel határos.

## Népesség
A település népességének változása:
| Lakosok száma | 112  | 102  | 71   | 69   | 89   | 86   | 99   | 107  | 124  | 125  |
|               | 1962 | 1968 | 1982 | 1990 | 1999 | 2008 | 2011 | 2013 | 2017 | 2018 |